# 得耳布尔镇
得耳布尔镇，是中华人民共和国内蒙古自治区呼伦贝尔市根河市下辖的一个乡镇级行政单位。位于大兴安岭林区。

## 行政区划
得耳布尔镇下辖以下地区：
友谊社区、和平社区和建设社区。